# Алвес да Силва, Нилтон
Ми́лтон
 А́лвес да Си́лва (порт. Mílton Alves da Silva, также Нилтон порт. Nílton Alves da Silva; ок. 1930, возможно Салвадор, штат Баия — 1973, Сан-Паулу), более известен под именем Салвадор (порт. Salvador) — бразильский футболист, полузащитник оборонительного плана. Одни из лучших игроков своего амплуа в 1950-е годы. Известен по выступлениям за «Интернасьонал» и уругвайский «Пеньяроль».

## Биография
Салвадор начал карьеру в «Интернасьонале», в составе которого четырежды становился победителем чемпионата штата Риу-Гранди-ду-Сул. Специалисты и зрители отмечали высочайшую технику этого полузащитника оборонительного плана. В то же время, Салвадор мог действовать и чрезвычайно жёстко, если не жестоко. Так, 9 мая 1954 года за «Интернасьонал» дебютировал нападающий, перешедший из «Флуминенсе» (Рио-де-Жанейро) — Ларри. 19 июля того же года Ларри принял участие в своём первом Гре-Нале на стадионе Эвкалиптов. «Интер» уверенно вёл со счётом 3:1 (голы забил как раз Ларри), когда защитник «Гремио» Шисто ударил нападающего соперника в подбородок со словами «Получи, сукин сын кариока». Вскоре Салвадор в отместку за своего товарища сломал Шисто ногу.
Салвадор за время выступлений в «Интере» признавался одним из самых лучших полузащитников оборонительного плана. Журнал Placar в середине 2000-х годов выпустил серию плакатов, на которой изображались символические сборные лучших бразильских клубов. Салвадор попал в число 11 величайших футболистов «Интера» по версии этого издания.
В 1955 году его пригласил уругвайский «Пеньяроль», чтобы заменить уходящего на покой Обдулио Варелу, чемпиона мира 1950 года. В 1960 году Салвадор вместе с «жёлто-чёрными» выиграл первый в истории розыгрыш Кубка Либертадорес. Сыграл он и в обоих матчах за Межконтинентальный кубок против мадридского «Реала», однако обладателем трофея стала испанская команда. От болельщиков «Пеньяроля» получил прозвище «Маэстро».
В 1961 году Салвадор выступал за аргентинский клуб «Ривер Плейт». Затем выступал некоторое время за бразильские команды, после чего завершил карьеру футболиста.
Умер в нищете в Сан-Паулу в 1973 году.

## Достижения
- Чемпион Уругвая (3): 1958, 1959, 1960
- Чемпион штата Риу-Гранди-ду-Сул (4): 1950, 1951, 1952, 1953
- Кубок Либертадорес (1): 1960
- Занимает 88-е место в списке 100 величайших футболистов «Интернасьонала» за 100 лет (1909—2009) по версии издания Placar
- Входит в символическую сборную «Интернасьонала» за 100 лет на позиции полузащитника оборонительного плана (Placar)